# Èrnist Baatyrkanov
Èrnist Baatyrkanov (in kirghiso Эрнист Баатырканов?; Biškek, 21 febbraio 1998) è un calciatore kirghiso, centrocampista del Neftči Kočkor-Ata e della nazionale kirghisa.

## Carriera

### Club
Dopo aver esordito nella massima serie kirghisa con la maglia dell'Ala-Too Naryn nel 2015, l'anno successivo si trasferisce al Dordoi Biskek con cui, oltre a vincere tre campionati e tre coppe nazionali, esordisce nella competizioni continentali per club asiatiche.
Nel 2021, si trasferisce dapprima in Kazakistan, firmando con il Qyzyljar, poi in Armenia, vestendo la maglia del Van Charentsavan.

### Nazionale
Esordisce nella nazionale maggiore kirghisa nel 2018, in un match amichevole contro la Palestina, pareggiato per 1-1. Viene selezionato per i Giochi Asiatici nel 2018, mentre l'anno successivo viene convocato per la Coppa d'Asia 2019, dove gioca solo una partita. Successivamente viene convocato anche per la Coppa d'Asia 2023.

## Statistiche

### Cronologia presenze e reti in nazionale
| Cronologia completa delle presenze e delle reti in nazionale ― Kirghizistan | Cronologia completa delle presenze e delle reti in nazionale ― Kirghizistan | Cronologia completa delle presenze e delle reti in nazionale ― Kirghizistan | Cronologia completa delle presenze e delle reti in nazionale ― Kirghizistan | Cronologia completa delle presenze e delle reti in nazionale ― Kirghizistan | Cronologia completa delle presenze e delle reti in nazionale ― Kirghizistan | Cronologia completa delle presenze e delle reti in nazionale ― Kirghizistan | Cronologia completa delle presenze e delle reti in nazionale ― Kirghizistan |
| Data                                                                        | Città                                                                       | In casa                                                                     | Risultato                                                                   | Ospiti                                                                      | Competizione                                                                | Reti                                                                        | Note                                                                        |
| --------------------------------------------------------------------------- | --------------------------------------------------------------------------- | --------------------------------------------------------------------------- | --------------------------------------------------------------------------- | --------------------------------------------------------------------------- | --------------------------------------------------------------------------- | --------------------------------------------------------------------------- | --------------------------------------------------------------------------- |
| 06-09-2018                                                                  | Biškek                                                                      | Kirghizistan                                                                | 1 – 1                                                                       | Palestina                                                                   | Amichevole                                                                  | -                                                                           | 72’                                                                         |
| 10-09-2018                                                                  | Biškek                                                                      | Kirghizistan                                                                | 2 – 1                                                                       | Siria                                                                       | Amichevole                                                                  | -                                                                           | 71’                                                                         |
| 16-10-2018                                                                  | Paya Rumput                                                                 | Malaysia                                                                    | 0 – 1                                                                       | Kirghizistan                                                                | Amichevole                                                                  | -                                                                           | 86’                                                                         |
| 20-11-2018                                                                  | Toyota                                                                      | Giappone                                                                    | 4 – 0                                                                       | Kirghizistan                                                                | Amichevole                                                                  | -                                                                           | 46’                                                                         |
| 20-12-2018                                                                  | Doha                                                                        | Giordania                                                                   | 0 – 1                                                                       | Kirghizistan                                                                | Amichevole                                                                  | -                                                                           | 46’                                                                         |
| 07-01-2019                                                                  | al-'Ayn                                                                     | Cina                                                                        | 2 – 1                                                                       | Kirghizistan                                                                | Coppa d'Asia 2019 - 1º turno                                                | -                                                                           | 88’                                                                         |
| 11-06-2021                                                                  | Osaka                                                                       | Birmania                                                                    | 1 – 8                                                                       | Kirghizistan                                                                | Qual. Mondiali 2022                                                         | -                                                                           |                                                                             |
| 15-06-2021                                                                  | Suita                                                                       | Giappone                                                                    | 5 – 1                                                                       | Kirghizistan                                                                | Qual. Mondiali 2022                                                         | -                                                                           | 61’                                                                         |
| 02-09-2021                                                                  | Biškek                                                                      | Kirghizistan                                                                | 1 – 0                                                                       | Palestina                                                                   | Amichevole                                                                  | -                                                                           | 46’                                                                         |
| 07-09-2021                                                                  | Biškek                                                                      | Kirghizistan                                                                | 4 – 1                                                                       | Bangladesh                                                                  | Amichevole                                                                  | -                                                                           | 62’                                                                         |
| 11-11-2021                                                                  | Sharja                                                                      | Kirghizistan                                                                | 2 – 1                                                                       | Singapore                                                                   | Amichevole                                                                  | 1                                                                           | 69’                                                                         |
| 16-11-2021                                                                  | Madinat 'Isa                                                                | Bahrein                                                                     | 4 – 2                                                                       | Kirghizistan                                                                | Amichevole                                                                  | -                                                                           | 46’                                                                         |
| 29-03-2022                                                                  | Namangan                                                                    | Tagikistan                                                                  | 1 – 0                                                                       | Kirghizistan                                                                | Amichevole                                                                  | -                                                                           | 81’                                                                         |
| 08-06-2022                                                                  | Biškek                                                                      | Kirghizistan                                                                | 2 – 1                                                                       | Singapore                                                                   | Qual. Coppa d'Asia 2023                                                     | -                                                                           | 63’                                                                         |
| 14-06-2022                                                                  | Biškek                                                                      | Kirghizistan                                                                | 0 – 0                                                                       | Tagikistan                                                                  | Qual. Coppa d'Asia 2023                                                     | -                                                                           | 67’                                                                         |
| 24-09-2022                                                                  | Biškek                                                                      | Kirghizistan                                                                | 1 – 2                                                                       | Russia                                                                      | Amichevole                                                                  | -                                                                           | 89’                                                                         |
| 16-11-2023                                                                  | Kuala Lumpur                                                                | Malaysia                                                                    | 4 – 3                                                                       | Kirghizistan                                                                | Qual. Mondiali 2026                                                         | 1                                                                           | 74’                                                                         |
| 21-11-2023                                                                  | Biškek                                                                      | Kirghizistan                                                                | 1 – 0                                                                       | Oman                                                                        | Qual. Mondiali 2026                                                         | -                                                                           | 84’                                                                         |
| 09-01-2024                                                                  | Al Khawr                                                                    | Vietnam                                                                     | 1 – 2                                                                       | Kirghizistan                                                                | Amichevole                                                                  | -                                                                           | Ingresso                                                                    |
| 16-01-2024                                                                  | Doha                                                                        | Thailandia                                                                  | 2 – 0                                                                       | Kirghizistan                                                                | Coppa d'Asia 2023 - 1º turno                                                | -                                                                           | 69’                                                                         |
| 21-01-2024                                                                  | Al Rayyan                                                                   | Kirghizistan                                                                | 0 – 2                                                                       | Arabia Saudita                                                              | Coppa d'Asia 2023 - 1º turno                                                | -                                                                           | 64’                                                                         |
| 25-01-2024                                                                  | Doha                                                                        | Kirghizistan                                                                | 1 – 1                                                                       | Oman                                                                        | Coppa d'Asia 2023 - 1º turno                                                | -                                                                           | 92’                                                                         |
| 26-03-2024                                                                  | Biškek                                                                      | Kirghizistan                                                                | 5 – 1                                                                       | Taiwan                                                                      | Qual. Mondiali 2026                                                         | -                                                                           | 57’                                                                         |
| 06-06-2024                                                                  | Biškek                                                                      | Kirghizistan                                                                | 1 – 1                                                                       | Malaysia                                                                    | Qual. Mondiali 2026                                                         | -                                                                           | 82’                                                                         |
| 11-06-2024                                                                  | Mascate                                                                     | Oman                                                                        | 1 – 1                                                                       | Kirghizistan                                                                | Qual. Mondiali 2026                                                         | -                                                                           | 62’                                                                         |
| Totale                                                                      |                                                                             | Presenze                                                                    | 25                                                                          |                                                                             | Reti                                                                        | 2                                                                           |                                                                             |

## Palmarès

### Club

#### Competizioni nazionali
- Coppa del Kirghizistan: 3

Dordoi Biškek: 2016, 2017, 2018
- Campionato kirghiso: 3

Dordoi Biškek: 2018, 2019, 2020

### Individuale
- Capocannoniere della Coppa d'Armenia: 1

2021-2022 (2 gol, a pari merito con altri 3 giocatori)